# Ганковце (район Гуменне)
Ганковце (словац. Hankovce) — село и одноимённая община в районе Гуменне Прешовского края Словакии. В письменных источниках начинает упоминаться с 1317 года.

## География
Село расположено в юго-восточной части края, в южной части Низких Бескид, на правом берегу реки Лаборец, при автодороге 559. Абсолютная высота — 180 метров над уровнем моря. Площадь муниципалитета составляет 8,55 км².

## Население
| Год:                | 1994 | 2004    | 2014    | 2024    |
| ------------------- | ---- | ------- | ------- | ------- |
| Количество человек: | 557  | 567     | 536     | 487     |
| Разница:            |      | +1,79 % | −5,46 % | −9,14 % |

По данным последней официальной переписи 2011 года, численность населения Ганковце составляла 537 человек.